# Teatro Regio di Torino
Het Teatro Regio di Torino (het Koninklijk Theater van Turijn) is een prominent operagebouw in Turijn, Italië. Het seizoen loopt van oktober tot juni en heeft doorgaans acht of negen opera’s op het programma staan met elk tussen de vijf en twaalf uitvoeringen.
Vanaf het midden van de 16e eeuw werden operaproducties in Turijn op diverse plaatsen tot uitvoering gebracht, totdat in 1713 de bouw van een volwassen operazaal werd overwogen. Architect Filippo Javara begon met het ontwerp ervan, maar het duurde nog tot 1738 voordat onder het bewind van Carlo Emanuele III na Javara’s dood de eerste steen werd gelegd. Het werk stond tot aan de voltooiing in 1740 onder toezicht van Benedetto Alfieri.

## Nuovo Teatro Regio, van 1740 tot 1936
Het Nuovo Teatro Regio (Nieuw Koninklijk Theater) werd op 26 december 1740 ingewijd met Francesco Feo's Arsace. Het werd een weelderige zaal met 1.500 zitplaatsen en 139 loges gelegen op vijf afzonderlijke lagen en een galerij.
Vreemd genoeg werd het in 1792 op last van de koning gesloten en werd het een opslagplaats. Tijdens de Franse bezetting in de napoleontische oorlogen werd de naam van het theater omgedoopt tot Teatro Nazionale en ten slotte, na Napoleon’s troonsbestijging als keizer tot Teatro Imperiale. Na de val van Napoleon in 1814 kreeg het theater zijn oorspronkelijke naam weer terug, de Regio. Gedurende de daaropvolgende periode kreeg het de nodige financiële crises te verwerken, waarna het uiteindelijk in 1870 door het stadsbestuur van Turijn werd overgenomen.

Van 1895 tot 1898 was Arturo Toscanini de dirigent van de opera van Turijn. Hij verzorgde diverse uitvoeringen en premières van werken van Wagner. Na langdurige discussies werd het Teatro Reggio gerenoveerd en uitgebreid, zodat het een capaciteit kreeg van 2.415 zitplaatsen, door het vierde en vijfde niveau van de loges af te breken en te vervangen door een groot amfitheater. Het werk werd in 1905 voltooid. Gedurende de Eerste Wereldoorlog sloot het theater zijn deuren, om die in 1919 weer te openen. In februari 1936 werd het theater op de voorgevel na compleet vernietigd door een grote brand, waarna het zevenendertig jaar lang gesloten bleef.

## Herbouwd Teatro Regio na 1973
Na de grote brand in 1936 werd een nationale campagne gestart om een architect te vinden die competent genoeg werd geacht om dit karwei aan te kunnen. Dit lukte pas na een uitzonderlijk lange periode die beïnvloed werd door de Tweede Wereldoorlog en de financiële positie van het theater. Ten slotte werd deze opdracht toegekend aan architect Carlo Mollino. Pas op 25 september 1963 werd de eerste steen werd gelegd en het eigenlijke werk kwam pas in september 1967 van de grond.
Het herbouwde theater, dat zijn opvallend hedendaagse interieur verbergt achter de oorspronkelijke façade, werd uiteindelijk op 10 april 1973 ingewijd met de productie van Verdi's I Vespri Siciliani met Maria Callas in de hoofdrol onder regie van Giuseppe Di Stefano.
Het nieuwe theater telt 1.750 zitplaatsen. Het is elliptisch van vorm met een groot gebied voor het orkest met daaromheen 37 loges. Een akoestisch scherm werd toegevoegd om de geluidskwaliteit te verbeteren.